# 燦ホールディングス
燦ホールディングス株式会社（さんホールディングス、英: SAN HOLDINGS,INC.）は、大阪府大阪市北区に本社を置く公益社が2004年に会社分割されたことに伴い設立された持株会社。完全子会社の公益社は、みどり会の会員企業で三和グループに属している。

## 沿革
- 1932年（昭和7年） - 株式会社公益社を創業。
- 1943年（昭和18年） - 株式会社公営社を設立。
- 1945年（昭和20年） - 株式会社公益社に社名変更。
- 1994年（平成6年） - 大阪証券取引所2部上場。葬祭業としては初の株式上場となった。
- 2000年（平成12年） - 東京証券取引所2部上場。
- 2001年（平成13年） - 東京証券取引所、大阪証券取引所各1部指定替え。
- 2004年（平成16年） - 持株会社移行により、燦ホールディングス株式会社に社名変更。
- 2009年（平成21年） - 本社を大阪市中央区北浜から同区道修町に移転。東京支店を「東京本社」に昇格させ、東京・大阪2本社体制へ移行。
- 2015年（平成27年） - 大阪本社・本部機能を大阪市北区に移転。

## 不祥事
遺体取り違え、隠蔽発覚
2015年7月、警察署から預かった遺体を別の身元不明遺体と取り違えて火葬したミスが発生。しかも担当者が懺悔して遺族に告白するまで隠蔽していた事案が発覚した。

## 関連会社
- 株式会社公益社
- 株式会社葬仙 - 山陰地域。
- 株式会社タルイ - 神戸市垂水区・西区及び明石市・加古川市。
- エクセル・サポート・サービス株式会社
- 株式会社きずなホールディングス

なお、東京・神奈川・大阪・兵庫・奈良の5都府県にある株式会社公益社以外の同名の葬祭業は資本・人材を含め一切無関係である。全国各地にあるので注意を要する。